# Лапотко, Александр Георгиевич

Александр Георгиевич Лапотко (1960—2007) — мастер спорта СССР международного класса (хоккей с мячом).

## Биография
В качестве игрока высшей лиги чемпионата СССР дебютировал в сезоне 1979/80 года в составе «Сибсельмаша». Через три сезона он перешёл в алма-атинское «Динамо», где провёл следующие три сезона. В эти годы его дважды называют в качестве одного из лучших игроков сезона. В сезоне 1985/86 года он играет в Подмосковье, в калининградском «Вымпеле».
После этого сезона он уезжает в Омск и выступает в местной «Юности» до окончания карьеры весной 2001 года. В 1988 году его называют в числе 22 лучших игроков сезона — он и до сих пор единственный хоккеист, включённый в список за более чем 60 чемпионатов.
Умер в 2007 году в Омске , предположительно от СПИДа. Похоронен на Ново-Южном кладбище.

## Достижения
- Входил в список 22 лучших игроков сезона — 1983, 1984, 1988
- Серебряный призёр чемпионата мира среди юниоров — 1978